# Овюрський кожуун
Овюрський кожуун (тив.: Өвүр кожуун) — район республіки Тива Російської Федерації. Центр — село Хандагайти. Заснований 12 березня 1941 року.
Загальна площа 4400 км². Розташований у південно-західній частині Республіки Тива. Межує на півночі з Барун-Хемчицьким, Дзун-Хемчицьким та Улуг-Хемським, на сході з Тес-Хемським, на заході з Монгун-Тайгинським кожуунами, на півдні з Монголією.

## Адміністративний поділ
У кожууні є 6 населених пунктів. Це села
- Хандагайти (центр кожууна)
- Солчур
- Сагли
- Чаа-Суур
- Ак-Чираа
- Дус-Даг

## Транспорт
Зв'язок із столицею Республіки Тива здійснюється дорогою республіканського значення Кизил-Хандагайти.

## Сільське господарство
Основний виробничий напрямок кожууна — тваринництво.

## Клімат
Територія кожууна знаходиться у межах двох агрокліматичних районів: недостатньо теплого (Убсу-Нурська котловина) та гірського (хребти Західного Тану-Ола, а також Східні гори хребта Цаган-Шибету). Середня температура січня −31,2 градуси. Мінімальна температура опускається до −48,2. Літо жарке, сухе. Середньомісячна температура + 17,8, максимальна температура досягає +33,2.
У зв'язку із складним рельєфом і різними кліматичними умовами різноманітний родючість ґрунтовий покров. По всій території розповсюджені каштанові та світло-каштанові ґрунти, розвинуті заплавні лугові, луго-болотні ґрунти, зустрічаються луго-каштанові ґрунти.

## Корисні копалини
Розробляється соляний кар'єр Дус-Даг, який розташований на південно-східній околиці однойменної гори. Абсолютна висота гори 1809 метрів. Обсяги виробництва — 25 тисяч тонн солі на рік. Довжина родовища 900 метрів при потужності пласту 325 метрів.

## Пам'ятки
Пам'яткою кожууна є Убсу-Нурський природний заповідник